# Jermichael Finley
Pour les articles homonymes, voir Finley.
(en) Statistiques sur pro-football-reference
Jermichael Finley, né le 26 mars 1987 à Lufkin au Texas, est un joueur américain de football américain évoluant au poste de Tight end.
Étudiant à l'Université du Texas à Austin, il joue pour les Texas Longhorns.
Il est sélectionné en 2008 à la 91e place (troisième tour) par les Packers de Green Bay.
Il remporte le Super Bowl XLV avec les Packers de Green Bay face au Steelers de Pittsburgh sur le score de 31 à 25.